# 介休郡
介休郡，中国南北朝时设置的郡。
北周大象元年（579年）置介休郡，隶属于介州，治所在平昌县（今山西省介休市），下辖平昌县、永安县。辖境相当今山西介休市、孝义市、灵石县等地。隋文帝开皇三年（583年）废除介休郡，平昌县、永安县直属介州。隋恭帝义宁元年（617年）复置介休郡，治所在介休县（今山西介休市），下辖介休县、平遥县。唐高祖武德元年（618年）改为介州。